# Kornilij (Sinjajev)
Kornilij (světským jménem: Vladimir Alexandrovič Sinjajev; * 22. prosince 1976, Kujbyšev) je ruský duchovní Ruské pravoslavné církve, arcibiskup a metropolita archangelský a cholmogorský.

## Život
Narodil se 22. prosince 1976 v Kujbyševu (dnes město Samara).
Od 14 let byl hypodiákonem arcibiskupa Jevsevije (Savvina). Poté byl jeho oltářníkem a kelejníkem (správce mnišské cely).
Dne 3. července 1993 byl v Pskovo-pečerském monastýru arcibiskupem Jevsevijem postřižen na monacha se jménem Kornilij.
Dne 6. července 1994 byl rukopoložen na hierodiakona a 31. července 1995 na jeromonacha. Stal se představeným chrámu svatého archanděla Michaela ve vesnici Orechovka Samarské oblasti.
Roku 1997 byl převeden do kléru chrámu svatých Věry, Naděždy a Ljuby a jejich matky Sofie v Samaře. Zde působil do 22. června 1999 kdy se stal představeným chrámů svatého Vladimíra ve stejném městě.
Roku 2000 byl povýšen na igumena.
Od roku 2003 působil jako dočasný člen Ruské duchovní misie v Jeruzalémě.
Dne 1. června 2007 byl jmenován blagočinným Samarského městského Privolžského okruhu.
Dne 15. září 2009 byl ustanoven představeným chrámu svatých apoštolů Petra a Pavla v Samaře a 3. března 2010 blagočinným Samarského centrálního okruhu.
Dne 4. dubna 2010 byl povýšen na archimandritu.
Studoval na Kyjevské duchovní akademii a Samarské humanitní akademii.
Dne 27. července 2011 jej Svatý synod zvolil biskupem volgodonským a salským.
Dne 9. září 2011 byl oficiálně jmenován biskupem a 11. září proběhla v chrámu Svaté Trojice ve Ščolkovu jeho biskupská chirotonie. Světiteli byli patriarcha moskevský Kirill, metropolita krutický a kolomenský Juvenalij (Pojarkov), metropolita saranský a mordovský Varsonofij (Sudakov), arcibiskup jaroslavský a rostovský Panteleimon (Dolganov), arcibiskup možajský Grigorij (Čirkov), arcibiskup samarský a syzranský Sergij (Poletkin), arcibiskup istrijský Arsenij (Jepifanov), biskup Ilian (Vostrjakov), biskup vidnovský Tichon (Nědosekin), biskup rostovský a novočerkasský Merkurij (Ivanov), biskup serpuchovský Roman (Gavrilov), biskup solněčnogorský Sergij (Čašin) a biskup šachtinský a millerovský Ignatij (Děputatov).
Dne 30. srpna 2019 byl ustanoven metropolitou archangelským a cholmogorským, hlavou archangelské metropole.
Dne 1. září 2019 byl v Donském monastýru povýšen na metropolitu.